# خروس‌کلی اجتماعی
خروس کولی دشتی یا خروس کولی اجتماعی (نام علمی: Vanellus gregarius) گونه‌ای خروس کولی عضو تیره سلیمیان است. این پرنده در قزاقستان و روسیه تولید مثل و در منطقه خاورمیانه، از جمله ایران، زمستان‌گذرانی می‌کند. این پرنده در اروپا کمیاب است.
به دلیل کاهش شدید تعداد این پرنده در دهه‌های گذشته، سازمان IUCN وضعیت بقای خروس کولی دشتی را در حالت در معرض انقراض طبقه‌بندی کرده‌است. هنوز علت اصلی این کاهش تعداد مشخص نیست، اما خراب شدن آشیانه‌های این پرندگان توسط دام‌های گله‌داران نواحی تخم‌گذاریشان در روسیه می‌توانسته عاملی مهم در این مسئله بوده باشد.

## توصیف ظاهری
طول بدن خروس کولی دشتی ۲۹ سانتی‌متر است. این پرنده به نسبت درشت و پادراز است و رنگ بدنش از دور خاکستری مایل به صورتی به چشم می‌آید که از نزدیک، تارک سیاه آن با ابروی سفیدش که در پس گردن به شکل حرف V لاتین تلاقی پیدا می‌کنند، تضاد ویژه‌ای پدید می‌آورد. در تابستان گونه‌ها و پایین گردنش به رنگ نخودی، سینه و پشت آن خاکستری مایل به صورتی، و شکمش بلوطی پررنگ است. پوشپرهای زیر دم سفید هستند. در زمستان، نشانه‌های سر و شکم آنچنان آشکار نیستند و سینه‌اش رگه‌رگه تیره است. پرندهٔ نابالغ همانند پرندهٔ بالغ با پر و بال زمستانی، ولی قهوه‌ای‌رنگ‌تر است.

## زیستگاه
این پرنده در دشت‌های ماسه‌ای یا علفزارها و زمین‌های بایر، همچنین کرانه‌های دریاها به سر می‌برد. در ایران، زمستان‌ها به صورت مهاجر عبوری، در نواحی دریای خزر و شمال غربی کشور، همچنین جنوب کشور در کرانه‌های خلیج فارس دیده شده‌است. . احتمال مشاهده و ثبت رکورد آن در نیمه شمالی کشور وجود دارد.